# Alejandro Mon y Menéndez

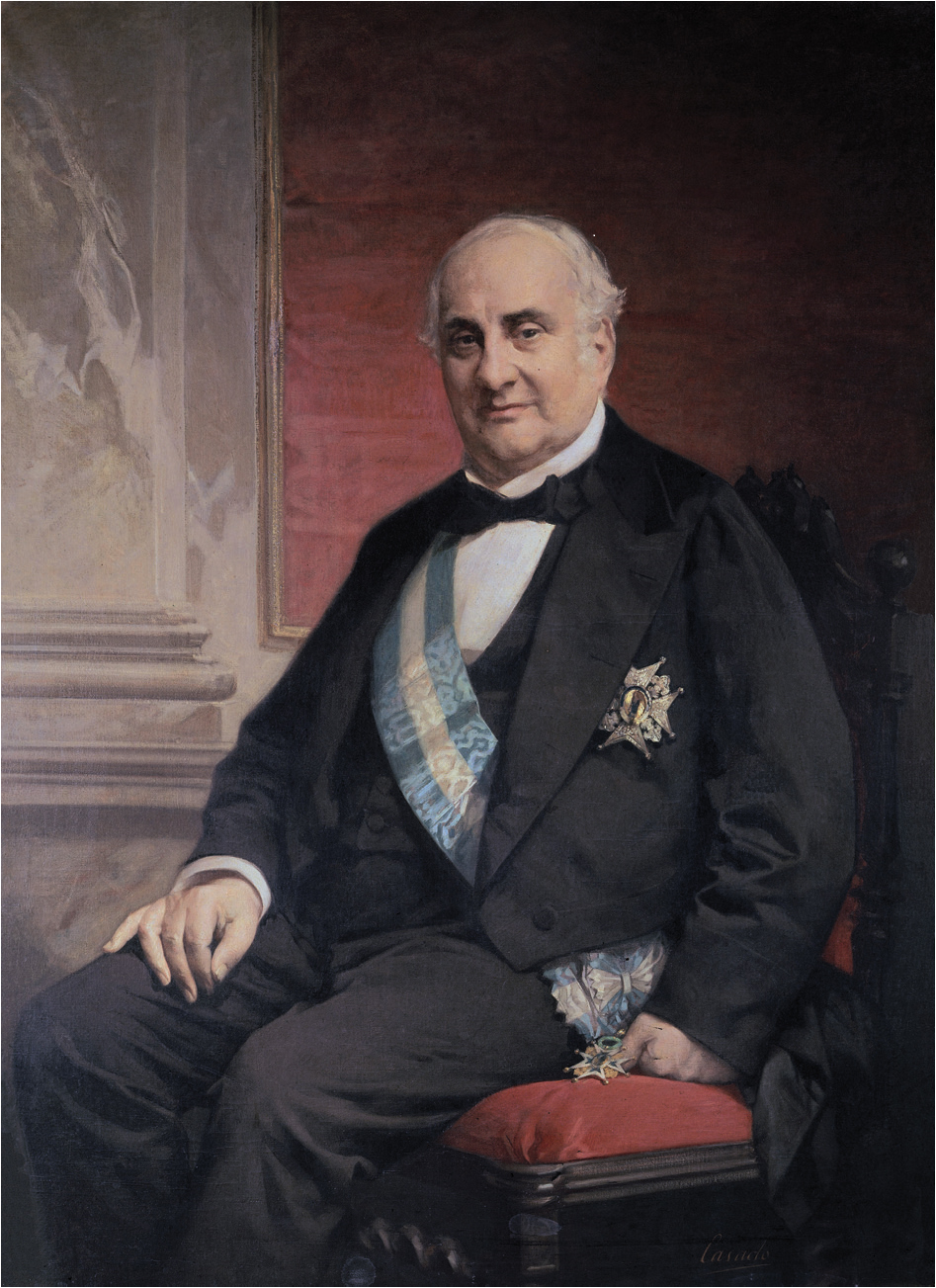
Alejandro Mon y Menéndez met het grootkruis van de Orde van Karel III (1872).

Alejandro Mon y Menéndez (Oviedo, 26 februari 1801 - 1 november 1882) was een Spaans rechtswetenschapper, politicus en eerste minister.

## Levensloop

### Afgevaardigde en ministerschap
Na zijn schoolopleiding volgde hij een studie in de rechtswetenschappen aan de Universiteit van Oviedo.
Zijn politieke loopbaan begon toen hij op 2 oktober 1836 verkozen werd tot lid van het Congreso de los Diputados, wat hij bleef tot in februari 1841.
Van 16 december 1837 tot en met 6 september 1838 werd hij voor de eerste maal minister van Financiën in de regering van Narciso Heredia y Begines de los Ríos en op 15 september 1843 werd hij opnieuw verkozen tot parlementsafgevaardigde, wat hij met korte onderbrekingen bleef tot in november 1864.
Van 3 mei 1844 tot en met 12 februari 1846 was hij voor de tweede keer minister van Financiën in de regering van Ramón María Narváez y Campos en van mei tot juni 1844 was hij eveneens ad interim minister van Buitenlandse Zaken. Van 12 april 1846 tot en met 28 januari 1847 was hij voor een derde maal minister van Financiën in de regering van Francisco Javier de Istúriz. Tijdens zijn ministerschappen werd Mon y Menéndez geconfronteerd met ernstige economische crisissen en hoge begrotingstekorten die deels de oorzaak waren van het uitbreken van de Tweede Carlistenoorlog. In 1845 slaagde hij er echter in om de begrotingstekorten wat te verkleinen.
Van 16 november 1847 tot en met 26 maart 1848 was hij voor de eerste maal voorzitter van de Cortes Generales, waarna hij van 11 augustus 1848 tot en met 19 augustus 1849 voor de vierde keer minister van Financiën was in de regering van Ramón Narváez.
Vervolgens hield hij zich lange tijd buiten de politiek, totdat hij van 25 oktober 1857 tot 14 januari 1858 opnieuw minister van Financiën was in de regering van Francisco Armero Peñaranda. Hierna was hij gezant bij de Heilige Stoel en later in Parijs en Wenen.
Op 26 november 1857 was hij een van de 36 oprichters van de Real Academia de Ciencias Morales y Políticas en bleef er lid van tot aan zijn dood. Van 19 februari tot 31 oktober 1862 was hij voor een tweede maal parlementsvoorzitter.

### Eerste ministerschap en laatste levensjaren
Als opvolger van Lorenzo Arrazola werd hij op 1 maart 1864 door koningin Isabella II benoemd tot eerste minister als gevolg van de crisis binnen de Liberale Unie. Hij bleef in functie tot en met 16 september 1864. In maart 1864 was hij tevens ad interim minister van Marine, van april tot mei 1864 ad interim minister van Buitenlandse Zaken, in juni en juli 1864 ad interim minister van Binnenlandse Zaken. Hoewel de regering slechts zes maanden in functie bleef, was het een van de invloedrijkste kabinetten in die tijd. In zijn regering zetelde ook Antonio Cánovas del Castillo, een invloedrijk politicus die tussen 1874 en 1897 meermaals eerste minister van Spanje was.
Na zijn premierschap trok Mon zich uit het politieke leven terug en voor zijn politieke verdienste werd hij op 4 oktober 1877 door koningAlfons XII benoemd tot senator voor het leven.
Bij zijn 200ste geboortedag, op 26 februari 2001, gaf de Spaanse Post een speciale stempel uit met zijn beeltenis op.
- Biblioteca Nacional de España: XX1511180
- Gemeinsame Normdatei: 12881506X
- International Standard Name Identifier: 0000 0000 5934 0908
- Library of Congress Control Number: n2003115977
- SNAC: w6zc9db5
- Virtual International Authority File: 8448853
- WorldCat: E39PBJr3ycrFPRJQQ67pgfY773